# Pangrapta adoxopis
Pangrapta adoxopis är en fjärilsart som beskrevs av Turner 1908. Pangrapta adoxopis ingår i släktet Pangrapta och familjen nattflyn. Inga underarter finns listade i Catalogue of Life.